# 5000米赛跑
5000公尺賽跑，也稱五公里賽跑，是一個較為流行的田徑比賽項目，也是奧運會和世界田徑錦標賽的比賽項目之一。通常在戶外進行，但有時在室内也可舉辦。二者均在官方統計之列。雖然五公里跟十公里路跑賽差很多，但兩種比賽的訓練方式卻很相似。五公里和十公里的能量系統主要都還在有氧區間，五公里賽的強度約在最大攝氧量的95%到98%，十公里賽則落在90%到94%。可以肯定的是，長時間維持如此高的比賽強度，心志的力量對於這類比賽就相當重要。以往的跑者在參加五公里或十公里的比賽前，都已經歷過許多短距離的比賽，因此他們在決定跑長距離的路跑賽之前大都已經訓練一段時間了。但最近幾年開始有些改變，許多人的第一場正式比賽會直接報名五公里、十公里或甚至馬拉松。當你正在為某場比賽訓練時，初期應該先進行幾週相對輕鬆的低強度訓練，之後才接受專項的特殊訓練。尤其對入門跑者來說，初期的基礎訓練可以結合快走和慢跑